# Marikovszky Gusztáv
Nagy-toronyai Marikovszky Gusztáv Lipót (Rozsnyó, 1806. március 23. – Rimaszombat, 1892. június 8.) az egyetemes orvostudományok tudora, orvosdoktor, Gömör vármegye főorvosa, a Szász-Coburg hercegi család balogvári uradalma orvosa, a természettudományi társulat tagja, a gömörmegyei orvos- és gyógyszerész-egylet örökös elnöke, a Szász-Coburg-Gothai Ernesztin házirend lovagja. Marikovszky György író fia.

## Élete
Régi ágostai hitvallású nemesi család sarja. Apja Marikovszky György, anyja Mayer Julianna volt. A gimnáziumot szülővárosában, a líceumot Pozsonyban, az orvosi egyetemet Bécsben végezte, ahol a városi kórházakban tapasztalatokat gyűjtött. 1829-ben orvosi, szülészi és sebészorvosi oklevelet nyert. A francia, angol, és olasz nyelveket elsajátítván, beutazta Németországot, Svájcot, Francia-, Angol-, és Olaszországot. Párizsban félévig, Londonban is hosszabb ideig kórházi tanulmányokat tett. 1830-ban tért vissza és Rozsnyón telepedett le. 1831-ben barátaival együtt alapította a rozsnyói társalgási egyletet. 1834-ben lett megyei főorvos s 1850-ben az osztrákok által Rozsnyón felállított katonai kórház orvosa; 1855-ben lemondott megyei főorvosi hivataláról. 1857-ben gróf Andrássy Gyula háziorvosa lett. 1842-től a pesti orvosegylet levelező tagja, 1867-ben az orvosok- és természetvizsgálók Rimaszombatban tartott gyűlésének titkára, 1868-tól a megyei orvos- gyógyszerészegylet elnöke, 1876-ban a megye táblabírója, a községi bizottság elnöke és a Szász-Coburg-Gotha hercegi Ernesztin házirend lovagja s a családi balogvári uradalomnak és alkalmazottainak házi orvosa volt.
Cikkei az Orvosi Hetilapban (1863. Tudósítás a csízi ásványvízről).

## Munkái
- Dissertatio inaug. politico-medica de nosocomiorum utilitate. Vindobonae, 1829
- A szarvasmarhadög leírása. Rozsnyó, 1831
- Törvényes halotti vizsgálat bonczolás s orvosi látlelet szabálya. Uo. 1844